# Hummingbird
För fågelfamiljen, se kolibrier.
Hummingbird var ett brittiskt rock- och bluesband som grundades 1974 av Bobby Tench från The Jeff Beck Group och Streetwalkers fame. Hummingbird spelade in tre framgångsrika album som släpptes av A&M, med Ian "Sammy" Samwell som producent. 

## Bandmedlemmar
- Bobby Tench (född Robert Tench 21 september 1944) – gitarr, sång (1974–1977)
- Bernie Holland – gitarr (1974)
- Robert Ahwai – gitarr (1974–1977)
- Clive Chaman (född i Trinidad) – basgitarr (1974–1977)
- Conrad Isidore – trummor (1974)
- Bernard "Pretty" Purdie (född Bernard Lee Purdie 11 juni 1939 i Elkton, Maryland, USA) – trummor (1974–1977)
- Max Middleton (född David Maxwell Middleton 4 augusti 1946, Amersham, Buckinghamshire, England) – keyboard (1974–1977)
- Jeff Beck (född Geoffrey Arnold Beck 24 juni 1944 i Wallington, London, England) – gitarr (1974)

## Diskografi
Album
- Hummingbird A&M AMLS 68292 (1974).
- We Can't Go On Meeting Like This A&M AMLH 68383 UK / SP-4595 USA  (1975)
- Diamond Nights (1979) A&M AMLHI 64661 UK / SP 4661 USA (1976)

Singlar
- "For the Children's Sake" / "You Can Keep Your Money" A&M AMS 7193 (1975)
- "Trouble Maker" / "Gypsy Skies" A&M AMS 7254 (1976) från We Can't Go On Meeting Like This
- "Madatcha" / "Anna's Song" A&M AMS 7325 (1977) från Diamond Nights